# Fernando Vargas
Fernando Javier Vargas (ur. 7 grudnia 1977) − amerykański bokser zawodowy meksykańskiego pochodzenia, były mistrz świata federacji IBF oraz WBA w wadze lekkośredniej.

## Kariera amatorska
Fernando Vargas na ringu amatorskim stoczył 105 pojedynków, z czego tylko pięciokrotnie przegrał.
Zakwalifikował się na igrzyska olimpijskie w Atlancie, gdzie jednak odpadł już w drugim pojedynku.

## Kariera zawodowa
Jako zawodowiec zadebiutował 25 marca 1997, gdy w 56 sekund znokautował innego debiutanta Jorge Moralesa. 12 grudnia 1998 w swoim piętnastym pojedynku stanął przed szansą zdobycia pasa IBF w wadze półśredniej. Jego przeciwnikiem był obrońca tytułu Luis Ramon Campas. Vargas wygrał w siódmej rundzie. Pięciokrotnie obronił pas, wygrywając kolejno z Howardem Clarkiem (TKO 4), Raulem Marquezem (TKO 11), Ronaldem Wrightem (MD 12), Ikiem Quarteyem (UD 12) oraz Rossem Thompsonem (TKO 4). 2 grudnia 2000 stanął do unifikacyjnego pojedynku, a jego przeciwnikiem był również niepokonany mistrz federacji WBA Felix Trinidad. Vargas był dwukrotnie liczony w pierwszej rundzie oraz trzykrotnie w dwunastej, Trinidad był liczony w czwartej. Vargas ostatecznie przegrał pojedynek przez TKO w dwunastej rundzie, tracąc pas IBF. Do momentu zakończenia pojedynku Trinidad prowadził na punkty u wszystkich sędziów.
Vargas powrócił na ring 5 maja 2001, gdy zmierzył się z Wilfredo Riverą. Pomimo że był liczony w drugiej rundzie, wygrał przez TKO w szóstej. 22 września stanął do pojedynku z Jose Alfredo Floresem, a stawką pojedynku był wakujący pas WBA. Vargas znokautował rywala w siódmej rundzie. Tytuł stracił już w następnym pojedynku przeciwko mistrzowi WBC, Oscarowi De La Hoyi. Pojedynek odbył się 14 września 2002, a Vargas przegrał przez TKO w jedenastej rundzie. Po tej porażce stoczył cztery zwycięskie pojedynki. 25 lutego 2006 zmierzył się z Shane'em Mosleyem o miano oficjalnego pretendenta do pasa mistrzowskiego WBA. Przegrał przez TKO w dziesiątej rundzie. 15 lipca 2006 doszło do pojedynku rewanżowego, ponownie zwyciężył Mosley przez TKO w szóstej rundzie. 
Po blisko półtorarocznej przerwie, 23 listopada 2007 Fernando Vargas powrócił na ring, by zmierzyć się z Ricardo Mayorgą. Przegrał pojedynek stosunkiem dwa do remisu.